# شاك فو
شاك فو (بالإنجليزية: Shaq Fu)‏، هي لعبة فيديو من نوع قتال، واختير شاكيل أونيل نفسه لتمثيل لاعب المقاتل في زي لاعب كرة السلة، أنتجت اللعبة سنة 1994م.
وعلى الرغم من الترويج الكبير الذي حظيت به اللعبة من قبل الشركة الناشرة (إلكترونيك آرتس)، إلا أنه تم انتقاد اللعبة بشكل كبير من قبل العديد من اللاعبين نظراً لطريقة اللعب السيئة في اللعبة وكذلك جرافيك اللعبة السيء. وتم تصنيفها كواحدة من أسوء ألعاب الفيديو في التاريخ من قبل العديد من المصادر والمواقع المختصة.

## وصلات خارجية
- Shaq Fu على موبي غيمز
- Anti-Shaq Fu website
- Save Shaq Fu